# 欧米伽迷宫
《欧米伽迷宫》是由Matrix開發、D3 PUBLISHER2015年11月發行Roguelike遊戲，對應PlayStation Vita平臺，另有PlayStation Vita TV对应。

## 情節

### 設定
《欧米伽迷宫》属于迷宫探索角色扮演游戏，游戏中玩家扮演贝勒弗勒斯女子学院的一名学。开学第一天，学院花园的花都离奇枯萎；为恢复花园的往日美丽光辉，少女们便展开冒险。
在勒弗勒斯女子学院，则传闻有什么愿望都能实现的圣杯。圣杯隐藏在学园的某个洞穴深处。洞穴只有“创立纪念日”才会开放。但圣杯被学生发现有一部分损坏了，所以围绕着圣杯，少女们开始冒险。

### 角色
- 朱宫爱那（朱宮（あけみや）愛那（あいな））（cv.山崎遥）
- 茜崎梨央（茜崎（あかねざき）梨央（りお））（cv.福原绫香）
- 美桃那珂（美桃（みとう）なこ）（cv.内田彩）
- 苍社纱衣里（蒼社（そうじゃ）紗衣里（さえり））（cv.M·A·O）
- 翠川真理华（翠川（ひかわ）真理華（まりか））（cv.小林优）
- 白金美玲（白金（しろかね）美玲（みれい））（cv.内村史子）
- 琉璃川丽（琉璃川（るりかわ）うらら）（cv.小仓唯）
- 派（ぱい）（cv.上间江望）
- 琪琪（チチ）（cv.小泽丽那）
- 舔舔（ベローナ）（cv.伯川涉子）

## 脚注
1. ↑  https://www.jp.playstation.com/software/title/vljs00103.html （页面存档备份，存于） オメガラビリンス ソフトウェアカタログ